# Lucio Licinio Crasso
Lucio Licinio Crasso (latino: Lucius Licinius Crassus; 140 a.C. – 19 settembre 91 a.C.) è stato un uomo politico della Repubblica romana, console per l'anno 95 a.C., oltre che il più grande oratore della sua epoca.

## Biografia
Iniziò la sua carriera di oratore nel 119 a.C., quando Gneo Papirio Carbone, un uomo nobile ed eloquente, odiato dagli aristocratici, cui apparteneva Crasso, fu citato da lui in tribunale. Crasso dimostrò grande onestà in questa causa, in quanto ricevette da uno schiavo di Carbone delle lettere sigillate sottratte dal tavolo del suo padrone, ma rimandò l'uomo a Carbone assieme alle lettere ancora chiuse. Carbone si suicidò per evitare l'onta della condanna.
Nel 118 a.C. si oppose alla posizione del proprio partito nei riguardi di una legge che proponeva l'istituzione di una colonia romana a Narbona. Il Senato romano osteggiava tale proposta perché temeva che avrebbe causato una diminuzione degli introiti dell'erario statale legati agli affitti della terra pubblica. Crasso preferì questa volta sostenere la causa della legge, per ottenere il consenso delle classi più povere, che avrebbero ottenuto i maggiori profitti da questo provvedimento. Fu lo stesso Crasso a provvedere alla fondazione della colonia.
Nel 113 a.C. prese le difese della sua parente Licinia, una vergine vestale, e di due sue colleghe, Marcia ed Emilia, che erano state accusate di incesto. Con la sua eloquenza Crasso fece sì che venissero riconosciute innocenti dal pontefice massimo Lucio Cecilio Mettio; in seguito, però, il popolo incaricò Lucio Cassio Longino Ravilla di indagare sulla sentenza, e questa volta l'eloquenza di Crasso non fu sufficiente e le tre vennero condannate a morte.
Fu questore assieme a Quinto Mucio Scevola: al suo ritorno dalla provincia dell'Asia, passò per la Macedonia e per Atene. Così come in Asia aveva preso lezioni da Scepsio Metrodoro, ad Atene studiò presso Carmadra e altri filosofi e retori, ma si allontanò presto dalla città, incredibilmente risentito che gli Ateniesi non avessero ripetuto i misteri che avevano celebrato prima del suo arrivo.
Al suo ritorno a Roma riprese l'attività legale, difendendo l'amico Sergio Orata dall'accusa di appropriarsi dell'acqua pubblica per le sue coltivazioni di ostriche. Nel 107 a.C. fu tribuno della plebe.
Nel 106 a.C. parlò in favore della Lex Servilia iudiciaria proposta dal console Quinto Servilio Cepione, il cui scopo era quello di annullare la lex Sempronia di Caio Sempronio Gracco (122 a.C.), la quale aveva sancito che i giudici dovevano essere selezionati tra i cavalieri e non tra i senatori. Nel 103 a.C., mentre era edile curule assieme a Scevola, diede dei sontuosi giochi, nei quali per la prima volta si ebbero combattimenti di leoni.
Fu poi pretore e augure, per poi essere eletto console assieme a Scevola per l'anno 95 a.C.: insieme promulgarono la lex Licinia Mucia de civibus redigundis, che portò ad una revisione degli elenchi dei cittadini Romani per depennare coloro che negli anni precedenti si erano fatti illegalmente inserire in esse o si spacciavano per cittadini; fu il rigore di questa legge che contribuì allo scoppio della guerra sociale. Durante il consolato difese Quinto Servilio Cepione (figlio del console del 106), che era stato accusato di majestas da Gaio Norbano e ne ottenne il proscioglimento.
Si occupò poi dell'amministrazione della Gallia Citeriore, che condusse egregiamente, a parte una caduta di stile. Volendo ottenere onori militari, cercò lo scontro con dei nemici, ma non ne trovò; pensò allora di sottomettere delle tribù innocue e chiese il trionfo per questa azione: fu solo per l'intervento di Scevola che la cosa non ebbe buon fine.
Intorno al 93 a.C. partecipò ad una delle cause legali più note dell'epoca, quella tra Manio Curio e Marco Coponio riguardo ad una eredità: Crasso difese Curio, mentre le parti di Coponio furono prese da Scevola, che era un ottimo avvocato. La causa, nota come Causa Curiana, verteva su un testamento, fatto da un uomo che riteneva la moglie incinta di pochi mesi, e che lasciava i propri beni al figlio nascituro, a meno che questi non fosse morto prima dei quattordici anni, nel qual caso l'eredità sarebbe andata a Curio. Il figlio non nacque e Scevola, difendendo l'interesse di Coponio, affermò che la clausola fosse stata annullata da questo fatto. Crasso, invece, affermò che l'autore del testamento non poteva distinguere tra il non verificarsi della clausola per morte del figlio dal caso in cui il figlio non fosse nato affatto, e quindi avanzava la richiesta di riconoscimento del ruolo di erede del suo cliente. La corte diede ragione a Crasso, e Curio ereditò.
Nel 92 a.C. fu censore con Gneo Domizio Enobarbo.
Nel 91 a.C. sostenne i progetti riformistici del tribuno della plebe Marco Livio Druso e nel settembre di quell'anno, dopo aver pronunciato un ardente discorso di accusa contro il console Lucio Marcio Filippo (avversario di Druso), si ammalò di polmonite e nel giro di pochi giorni morì.

## Discendenza
Da sua moglie Mucia, figlia di Quinto Mucio Scevola Augure e sua moglie Lelia, ebbe tre figlie:
- Licinia Prima, che sposò Publio Cornelio Scipione Nasica, figlio di Publio Cornelio Scipione Nasica Serapione, ed ebbe un figlio, Quinto Cornelio Nasica, poi noto come Metello Scipione.
- Licinia Seconda, che sposò Quinto Cecilio Metello Pio. Non ebbero figli, ma adottarono il nipote, figlio di Licinia Prima.
- Licinia Terza, che sposò Gaio Mario il Giovane, figlio di Gaio Mario. Non ebbero figli.